# M-Klasse (1977)
Die M-Klasse war eine Klasse von Lotsenstationsschiffen des Nederlands Loodswezen. Die Schiffe wurden zwischen 2012 und 2014 durch die Lotsenstationsschiffe der P-Klasse ersetzt und anschließend verkauft.

## Beschreibung
Der Antrieb der Schiffe erfolgt dieselelektrisch. Die Propulsion erfolgt durch einen Elektromotor des Herstellers Smit (Holec) mit 1060 kW Leistung, der auf einen Propeller wirkt. Die Schiffe erreichen rund 13 kn. Sie sind mit einem elektrisch angetriebenen Bugstrahlruder mit 304 kW Leistung ausgestattet.
Für die Stromerzeugung stehen drei Dieselgeneratorsätze zur Verfügung, die jeweils aus einem Sechszylinder-Viertakt-Dieselmotor des Herstellers Stork Werkspoor (Typ: Dro 216 K) mit 497 kW Leistung sowie einem Gleichstromgenerator mit 380 kVA des Herstellers Smit-Holec und einem Drehstromgenerator mit 180 kVA des Herstellers Heemaf bestehen. Außerdem steht ein Notstromgenerator zur Verfügung. Hier treibt ein DAF-Dieselmotor (Typ: DU825) mit 90 kW Leistung einen Heemaf-Generator an.
An Bord der Lotsenstationsschiffe war Platz für insgesamt 49 Personen. Die Besatzung der Schiffe bestand aus 15 Personen. Die Schiffe waren jeweils eine Woche auf Station, bevor sie zum Bunkern, der Ausrüstung mit Verbrauchsgütern und dem Besatzungswechsel ihren Basishafen anliefen.
Die Schiffe waren für die Küstenfahrt bis zu 200 Seemeilen vor der niederländischen Küste zugelassen. Sie waren auf beiden Seiten mit je einem Tenderboote ausgerüstet, mit dem die Lotsen übergesetzt werden konnten. Die Tenderboote wurden mithilfe eines Davits zu Wasser gelassen und wieder an Bord genommen.

## Schiffe
| M-Klasse | M-Klasse  | M-Klasse   | M-Klasse     | M-Klasse |
| Bauname  | Baunummer | IMO-Nummer | Ablieferung  | Spätere Namen und Verbleib |
| -------- | --------- | ---------- | ------------ | --- |
| Mirfak   | 878       | 7605677    | Mai 1977     | 2013 nach Großbritannien verkauft |
| Menkar   | 879       | 7605689    | Oktober 1977 | 2014 nach Großbritannien an ein privates Sicherheits- und Militärunternehmen verkauft; Einsatz als Sicherungs- und Transferschiff im Golf von Aden.                                                                          |
| Markab   | 880       | 7605691    | Juni 1978    | 2013 nach Deutschland verkauft, Umbau zum Offshore-Sicherungsschiff, später Weiterverkauf nach Großbritannien an ein privates Sicherheits- und Militärunternehmen; Einsatz als Sicherungs- und Transferschiff im Roten Meer. |

Das Achterschiff der Markab wurde unter der Baunummer 357 auf der Scheepswerf Amels im Makkum gebaut.
Die Schiffe sind nach Sternen – Mirfak, Menkar und Markab – benannt.